# Старшая сестра (фильм)
«Старшая сестра» — советский художественный фильм, снятый в 1966 году Георгием Натансоном по пьесе Александра Володина «Моя старшая сестра».
Премьера фильма состоялась 6 марта 1967 года. Первый фильм из трёх мелодрам с Татьяной Дорониной в главной роли — далее последовали «Три тополя на Плющихе» (1968) и «Ещё раз про любовь» (1968).

## Сюжет
В Ленинграде живут сестры — Надя и Лида Рязаевы. Они рано остались без родителей и росли в детском доме. Сейчас они живут у своего дяди, Ухова. Надя работает на стройке и учится в техникуме. Лида — школьница. Лида и её школьный друг Кирилл спорят о счастье. Лида считает, что счастье — в труде, когда трудишься не для себя, а для других. Однако, когда Кирилл спрашивает её, а счастлива ли она сама, Лида отвечает «нет». Ухов считает, что философствования Кирилла о жизни «кустарны». Кирилл спорит с ним и в конце концов уходит. Неожиданно появляется Огородников. Его вызвали в партийный комитет и обвинили в том, что он преследует Надю своими ухаживаниями. Надя объясняет, что она просто фантазировала, рассказывая о нём подругам. Огородников требует, чтобы она объяснила это его жене. Он набирает телефонный номер и передаёт трубку Наде. Надя выслушивает все и признаётся, что пошутила. Огородников уходит, не прощаясь. Ухов рассержен выходкой Нади.
Лида заканчивает школу и собирается поступать по Надиному желанию в театральное училище. Ей страшно, что у неё ничего не получится, но Надя уверена, что у её сестры огромный талант. Над их детским домом шефствовал театр, их часто водили на спектакли, и она навсегда запомнила, как горели тогда у Лиды глаза. Теперь она помогает сестре готовить монолог и всеми силами души хочет, чтобы та прошла отбор. Перед экзаменом в театральном училище Лида волнуется, что ничего не знает и не помнит. Надя почти вталкивает её в кабинет, где принимает комиссия. Когда Лида через какое-то время выходит, понятно, что она не прошла. Надя ей не верит. Она идёт сама говорить с комиссией, в которой сидит режиссёр Медынский, с которым Надя была когда-то знакома. Тот вспоминает её и требует, чтобы монолог читала она. Надя не слушает его и уговаривает принять её сестру. Медынский стоит на своём. Тогда Надя читает единственное, что помнит наизусть, — отрывок из статьи Виссариона Белинского о театре. Надя прошла отбор, а Лида — нет. Дядя уговаривает Надю не бросать техникум и работу, говорит, что нужна профессия, а театром можно заниматься и на досуге; что у артистов почти всегда трудные времена, нет ролей, нет пьес, ничего нет, просит Надю подумать и о сестре — на одну стипендию им не прожить. Надя соглашается с дядей.
Проходит два года. Лида лежит в постели, она больна после лыжного похода, организованного Кириллом. Кирилл, пришедший её проведать, выслушивает многочисленные упрёки сестёр. Приходит Ухов. Он выгоняет Кирилла с тем, чтобы тот больше не смел подходить к Лиде. Лида пытается его догнать, но Ухов насильно укладывает её обратно в постель. В дверь звонят. Ухов приводит застенчивого человека лет тридцати. Это Владимир Львович, с которым Ухов хотел познакомить Надю, надеясь на то, что из этого знакомства может вырасти женитьба. Владимир просит Надю рассказать о себе, но та устраивает целое представление, и потенциальный жених сбегает. Негодующий Ухов тоже уходит. Надя извиняется перед Лидой, что позволила выгнать Кирилла, однако, она считает, так будет лучше. Она говорит, что хочет Лиде только счастья, вспоминает их детство и не верит, что ничего этого уже нельзя вернуть.
Проходит ещё два года. Кирилл с Лидой опять встречаются, только Кирилл теперь женат. Он скрывает от жены свои отношения с Лидой. Для Кирилла это положение отвратительно. Он ненавидит ложь, но систематически врёт жене. Но он не может и потерять всё то, что связывает его с Лидой. Лида сомневается, любовь ли это, но Кирилла ни в чём не винит. Ухов просит Надю не пускать Кирилла в дом, Надя его не слушает. Она ходила в театр и попросила себе маленькую роль — всё равно какую, лишь бы хоть что-нибудь дали. Владимиров говорит ей, что она потеряла индивидуальность.
Неожиданно приходит жена Кирилла — Шура. Она ищет мужа, так как ей предложили билеты на концерт. Она учительница, у неё весёлый характер, она очень хороший человек. Приходят Кирилл и Лида. Надя обещает уходящей Шуре, что Кирилл сюда больше не придёт. Лида говорит сестре, что не будет жить так, как та хочет, обвиняет сестру в том, что они прогнали Кирилла, говорит, что здравый смысл не приносит счастья. Надя от злости ударяет Лиду по лицу, потом говорит, что виновата и не имеет права ничего требовать от них с Кириллом. Лида собирается уходить. Надя пытается её удержать, но та всё-таки уходит. Надя рухнула на кровать, качает головой и повторяет только одно: «Что делать?».
В итоге Лида уходит от Кирилла. Надя и Володя предпринимают ещё одну попытку начать отношения.

## В ролях
- Татьяна Доронина — Надежда Георгиевна Рязаева (Надя), старшая сестра, учётчица в порту, студентка техникума[1]
- Наталья Тенякова — Лида Рязаева, младшая сестра, студентка
- Михаил Жаров — Дмитрий Петрович Ухов, дядя Нади и Лиды
- Виталий Соломин — Кирилл, женатый любовник Лиды, бывший одноклассник
- Леонид Куравлёв — Володя, инженер, кандидат в женихи Нади
- Валентина Шарыкина — Шура, жена Кирилла, школьная учительница
- Евгений Евстигнеев — Огородников, начальник Нади
- Инна Чурикова — Нелли («Колдунья»), учётчица в порту, сослуживица Нади
- Олег Басилашвили — Олег Медынский, член приёмной комиссии, режиссёр театра
- Софья Пилявская — член приёмной комиссии в театре
- Павел Массальский — член приёмной комиссии в театре
- Виктор Маркин — секретарь приёмной комиссии в театре
- Александра Данилова — учётчица в порту, сослуживица Нади
- Виктор Ильичёв — абитуриент на приёмном экзамене в театре
- Н. Хрусталёва — учётчица в порту, сослуживица Нади
- В. Заводов — Федя, сослуживец Нади
- Наталия Дрожжина — студентка (нет в титрах)

## Съёмочная группа
- Автор сценария — Александр Володин
- Постановка Георгия Натансона
- Главный оператор — Валерий Владимиров
- Главный художник — Семён Ушаков
- Композитор — Владлен Чистяков
- Звукооператор — Вениамин Киршенбаум

## Место съёмок
Натурные съёмки фильма проходили в Ленинграде, интерьерные эпизоды снимали в мосфильмовских павильонах.